# Regionales Einkaufszentrum
Ein Regionales Einkaufszentrum oder REZ kauft im Auftrag der Bundesagentur für Arbeit und der Jobcenter Arbeitsmarktdienstleistungen von freien Trägern ein. Arbeitsmarktdienstleistungen sind Maßnahmen, die Arbeitssuchende bei der Suche nach einem Arbeitsplatz unterstützen. Die Auswahl einer Dienstleistung findet auf Grundlage der Vergabe- und Vertragsordnung für Leistungen statt.

## Struktur
Es gibt fünf Regionale Einkaufszentren, die für Arbeitsmarktdienstleistungen in bestimmten Bundesländern zuständig sind:
| Regionales Einkaufszentrum | Bundesländer                                                               |
| -------------------------- | -------------------------------------------------------------------------- |
| REZ Bayern                 | Bayern, Sachsen                                                            |
| REZ BB/SAT                 | Berlin, Brandenburg, Sachsen-Anhalt, Thüringen                             |
| REZ NORD                   | Bremen, Hamburg, Mecklenburg-Vorpommern, Niedersachsen, Schleswig-Holstein |
| REZ NRW                    | Nordrhein-Westfalen                                                        |
| REZ SÜDWEST                | Baden-Württemberg, Hessen, Rheinland-Pfalz, Saarland                       |